# 丹波竜の里公園
丹波竜の里公園（たんばりゅうのさとこうえん）は、兵庫県丹波市山南町上滝にある、市立の公園。篠山川沿いにあり元気村かみくげに隣接、丹波竜発見の地や 旧上久下村営上滝発電所記念館、 川代公園、川代渓谷が約500メートルと近い。

## 概要
丹波竜の里公園は、丹波市の「丹波竜の里計画」に基づき、化石発掘現場周辺整備として完成している駐車場に隣接する形で、2015年（平成27年）3月29日に市立の公園として開園した。近くで発掘された丹波竜の実物大モニュメント（体長15m、体高7m）やアスレチック＆スライダー などが整備されている。 「元気村かみくげ」が隣接している。

### 地理
丹波市は、兵庫県のほぼ中央東部に位置し、田園風景が広がる多くの自然が残る地域で、2004年（平成16年）11月に6つの町が合併し誕生した。また山南地域は、丹波市の南部に位置し、南には妙見山、篠山川沿いの山間地の町で、上久下地区・久下地区・小川地区・和田地区の４つの地区で山南地域を形成している。丹波竜の里公園は上久下地区にあり、篠山川（川代渓谷）沿いで標高は、146メートルある。

### 丹波竜の里
2006年（平成18年）8月7日、足立洌・村上茂の両氏により篠山川沿いで草食恐竜の化石を発見。丹波竜は体長約 15 メート ルの国内最大級の植物食恐竜。山南町では恐竜化石の発見を契機に、丹波竜化石工房「ちーたんの館」や「元気村かみくげ」などの交流拠点が整備され、川代恐竜街道と名付けられた県道篠山山南線周辺では、地元住民による化石を活かした多彩なイベントが行われている。丹波竜の里は、丹波竜の里公園、広田の吊り橋、展望広場、化石産状モニュメント、遊歩道で形成されている。

### 年表
- 2006年（平成18年）8月7日 - 足立洌・村上茂の両氏により篠山川沿いで草食恐竜の化石を発見[3]
- 2009年（平成21年）7月19日 - 「元気村かみくげ」が丹波竜の里駐車場に完成[1]
- 2015年（平成27年）3月29日 - 丹波竜の里公園が開園[4]
- 2017年（平成29年）4月1日 - 丹波竜の里公園、広田の吊り橋、展望広場、化石産状モニュメント、遊歩道で形成された、丹波竜の里完成記念式典を開催[2]

### 施設
- 丹波竜の実物大モニュメント（体長15m、体高7m）
- 恐竜骨格をモチーフにしたアスレチック＆スライダー など
- 駐車場（無料）、トイレは隣接の「元気村かみくげ」と共用

## 交通アクセス
- 鉄道
  - JR西日本福知山線「下滝駅」下車、東方向に1.5キロメートル徒歩約20分
- 自動車
  - 舞鶴若狭自動車道「丹南篠山口IC」から国道176号大山下交差点を左折より約20分
  - 国道175号井原南交差点から県道77号（川代恐竜街道）で東に10キロメートル約15分

## 元気村かみくげ
丹波市が化石発掘現場周辺整備として駐車場とトイレを整備した一角に、2009年7月 「元気村かみくげ」が完成。市の支援事業補助金をもとに、地元住民が間伐材の伐採等による資材と建築の労力を提供して完成。2011年3月、発掘体験施設が完成。2011年度（平成23年度）からは、上久下地域自治協議会組織の恐竜の里づくり協議会から独立、「企業法人 元気村かみくげ」を立ち上げ、野菜の販売、グッズ 販売、軽食提供、化石発掘体験、現場ガイド、周辺清掃管理などを行っている。
- 恐竜関連グッズの販売、食堂、地元野菜の販売（木・土・日は休館日）
- 化石発掘体験（丹波竜化石発見地付近の石から化石を発見する体験、指導員より指導あり）[5]
  - 開催日は、毎週土・日・祝日
  - 午前10時から16時（１回50分以内）
  - 費用 300円
  - ハンマー、軍手、保護メガネなど無料で貸し出し
  - 発見した化石は持ち帰りできない、博物館の研究資料として当地で保管
- 無料駐車場（バス3台、乗用車50台）
  - 丹波竜の里公園に隣接し、駐車場やトイレは共用
- 多目的トイレ

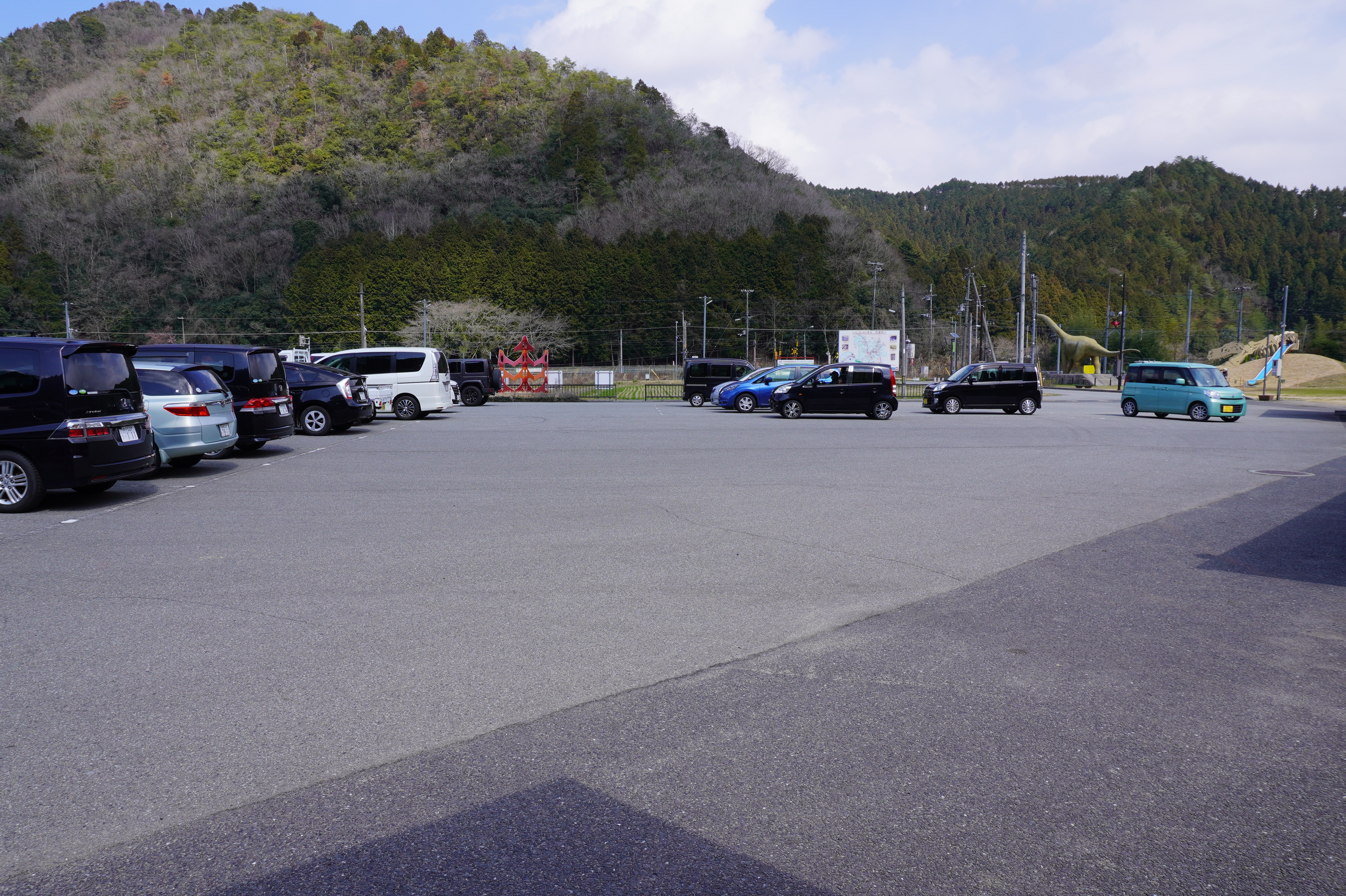
丹波竜の里 駐車場
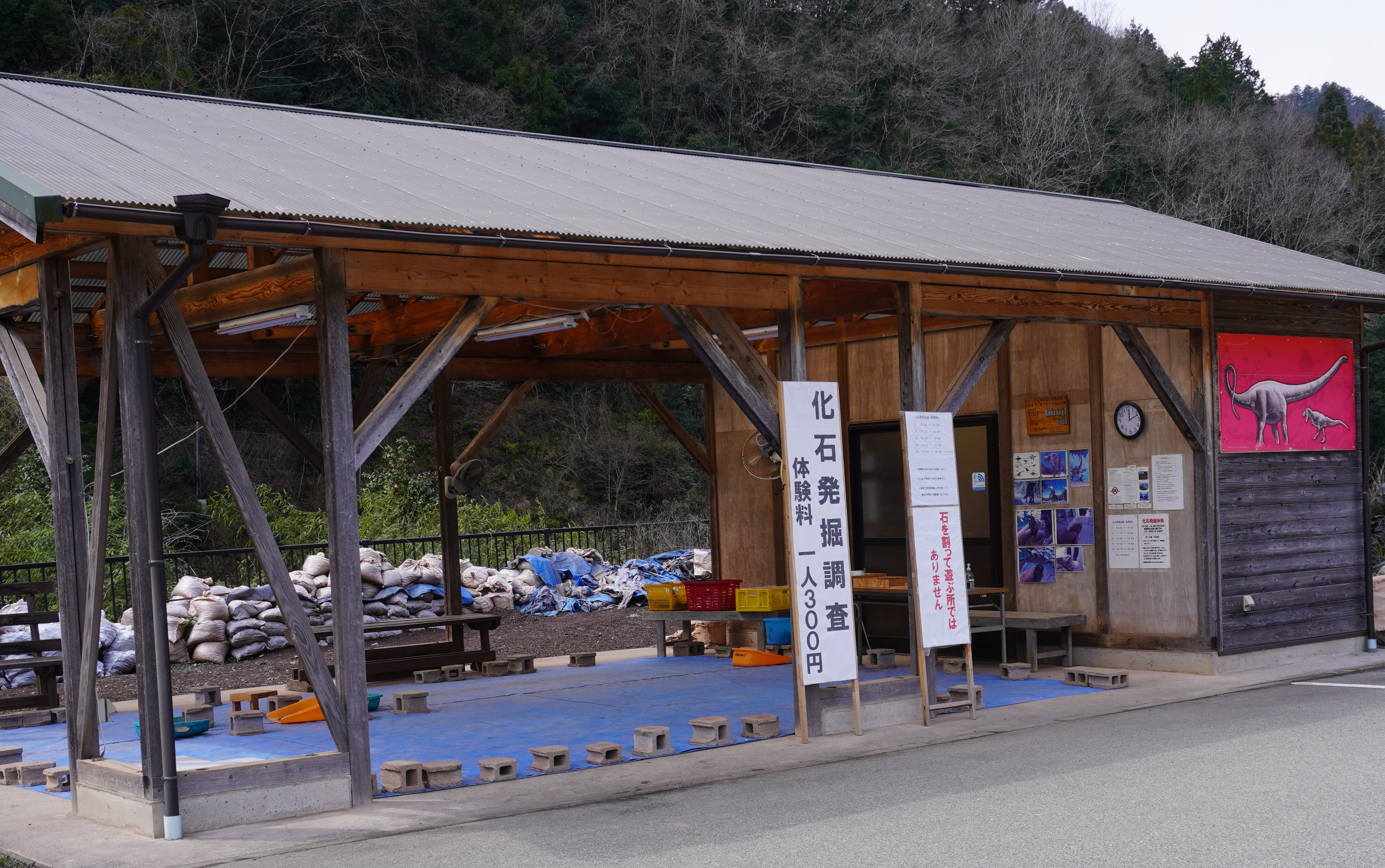
丹波竜の里 化石発掘体験
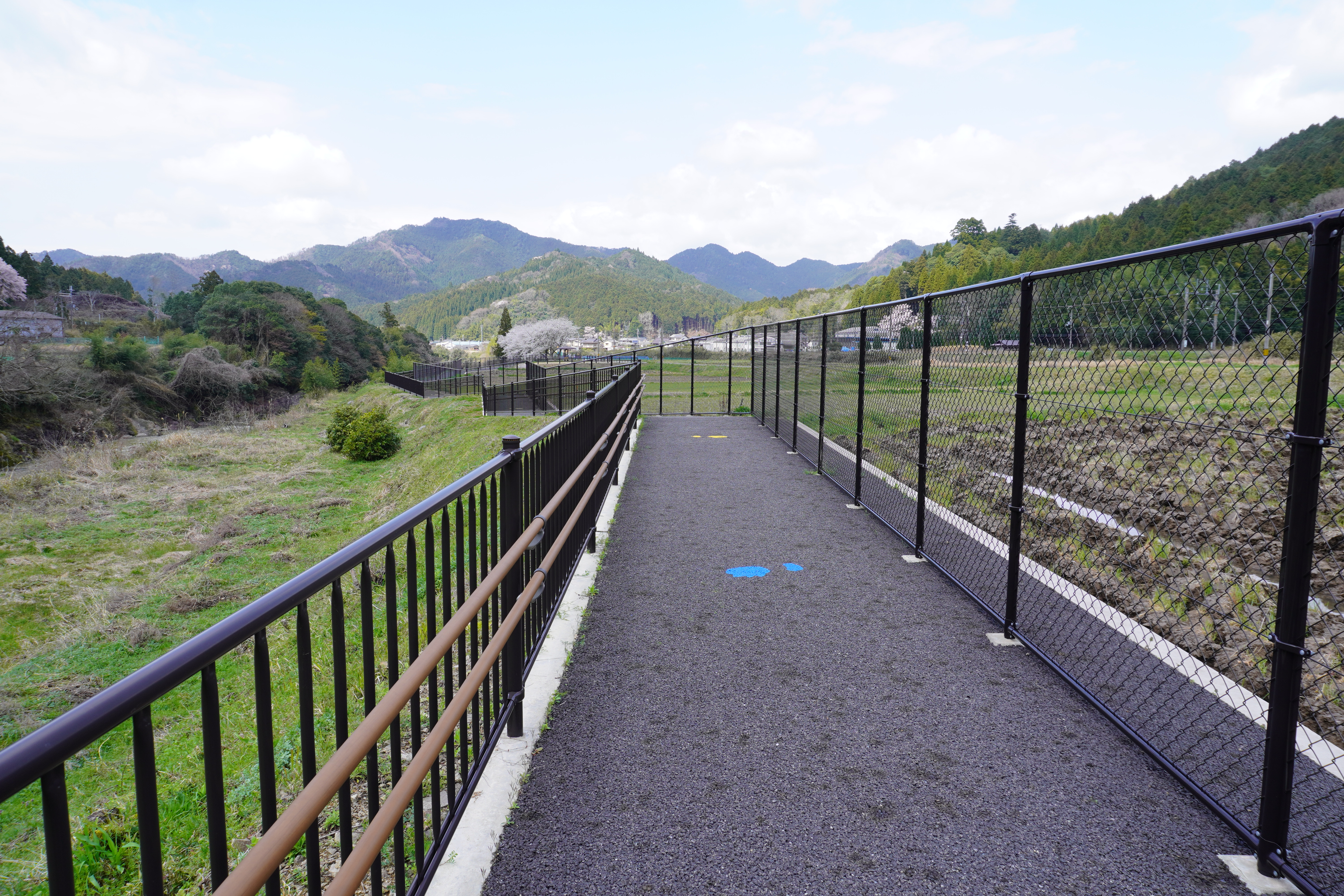
丹波竜の里公園からの遊歩道
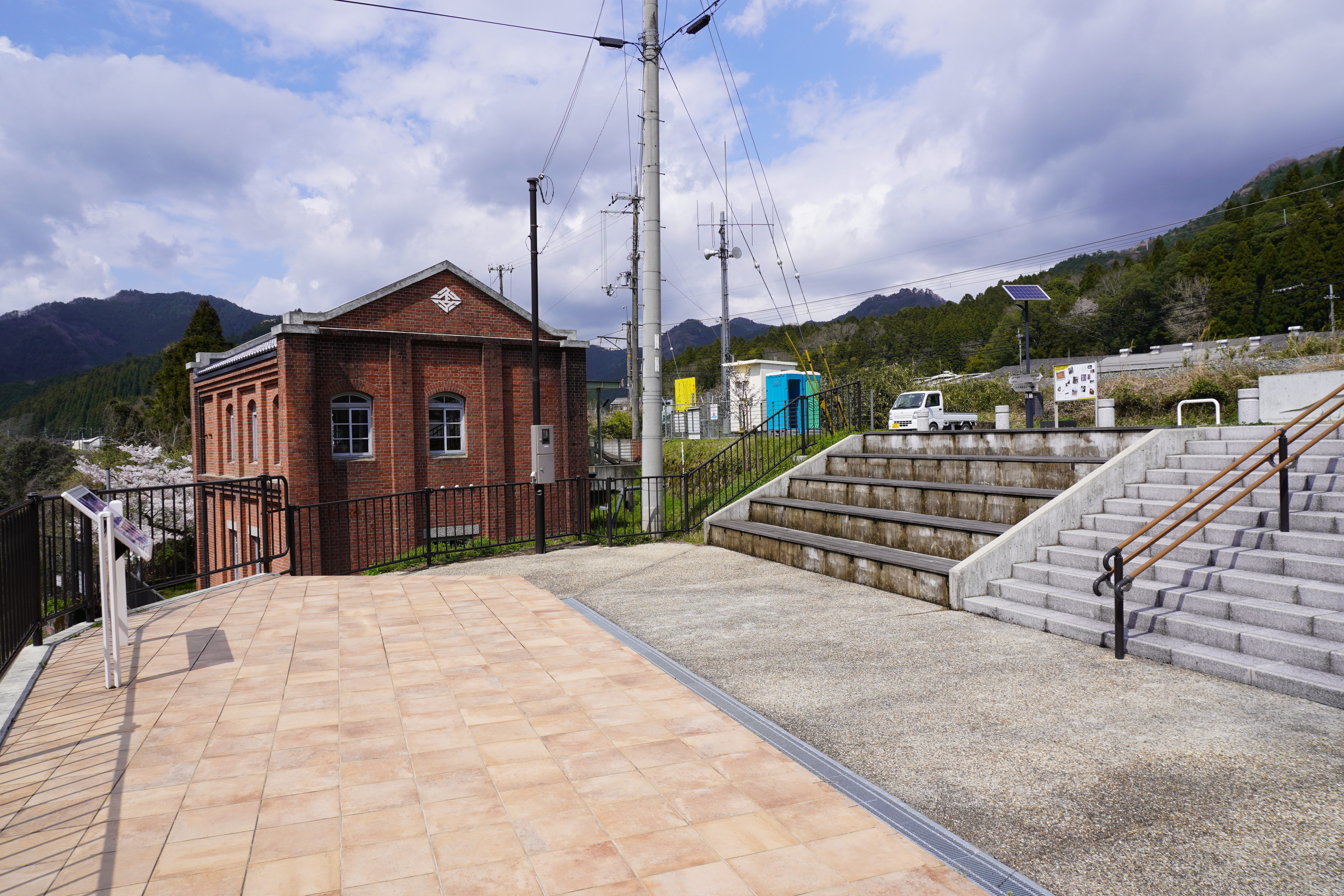
展望広場

## 周辺施設
- 元気村かみくげ
- 旧上久下村営上滝発電所記念館
- 川代公園
- 丹波竜化石工房 ちーたんの館
- 丹波並木道中央公園